# Kościół Świętych Apostołów Piotra i Pawła w Szczecinie
Kościół Świętych Apostołów Piotra i Pawła w Szczecinie – zabytkowy rzymskokatolicki kościół parafialny znajdujący się na szczecińskim osiedlu Podjuchy, przy ulicy Niklowej 1.
Neogotycki budynek kościoła, oryginalnie protestanckiego, został wzniesiony w latach 1875–1876 według projektu szczecińskiego mistrza budowlanego Kruhla na miejsce średniowiecznej świątyni gotyckiej, zniszczonej całkowicie w pożarze Podjuch z dnia 18 sierpnia 1868. Koszt budowy wyniósł 41 850 marek. W trakcie II wojny światowej kościół został uszkodzony, a jego wyposażenie w większości zrabowano. Po wojnie kościół został przejęty przez katolików, jego poświęcenia pod wezwaniem  św. Apostołów Piotra i Pawła dokonał w dniu 15 września 1945 roku ks. Jan Klaub.
Wzniesiony z cegły na planie prostokąta kościół zakończony jest pięciokątną apsydą. Posiada wieżę przy elewacji wschodniej. Elewacje budynku opięte są płaskimi lizenami i posiadają dwa rzędy okien, mniejsze w dolnej części i większe ostrołukowe w górnej. Jednoprzestrzenne wnętrze nakryte jest drewnianym stropem. W kościele zachowały się elementy oryginalnego przedwojennego wyposażenia: neogotycka empora i prospekt organowy, chrzcielnica z początku XX wieku, a w kruchcie krucyfiks z 1938 roku. Na wieży zachował się dawny mechanizm zegara oraz dzwon z 1937 roku z inskrypcją Land, Land, Land hoerre des Herrn wort (cytat z Księgi Jeremiasza).